# Westport (Connecticut)
Westport es un pueblo ubicado en el condado de Fairfield en el estado estadounidense de Connecticut. En el año 2005 tenía una población de 26.615 habitantes y una densidad poblacional de 514 personas por km².
El actor Paul Newman (1925-2008) falleció en esta localidad.

## Demografía
Según la Oficina del Censo en 2000 los ingresos medios por hogar en la localidad eran de $206,466, y los ingresos medios por familia eran $176,740 (en 2007). Los hombres tenían unos ingresos medios de $100,000 frente a los $53,269 para las mujeres. La renta per cápita para la localidad era de $73,664. Alrededor del 1.5% de la población estaba por debajo del umbral de pobreza.